# Caudron C.630 Simoun
Кодрон С.630 Симун (англ. Caudron C.630 Simoun) — самолёт, разработанный в 1930-х годах Марселем Риффаром для фирмы Кодрон. Представлял собой четырёхместный моноплан с повышенной надёжностью и комфортностью. Во множестве вариантов, последовавших за самолётом С.630, модель С.635 с двигателем Рено Бенгали 6Q-09 стала самой удачной и строилась в достаточно больших количествах.
Лётчик и писатель/поэт Антуан де Сент-Экзюпери при перелёте в 1937 году из Нью-Йорка в Тьерра дель Фуего потерпел на этом самолёте аварию при взлёте в Гватемале и получил серьёзные ранения.

## Модификации

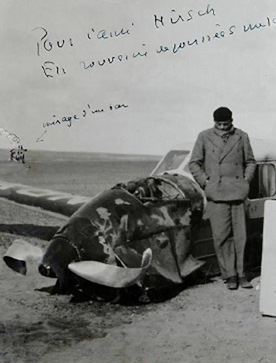
de Saint-Exupéry vor seiner abgestürzten Caudron im Jahr 1935

C.500 Simoun Iопытный, построен 1.
C.520 Simounопытный, построен 1.
C.620 Simoun IVопытный, построен 1.
C.630 Simounранняя серийная модификация с двигателем Renault Bengali 6Pri, построено 20.
C.631 Simounдвигатель Renault 6Q-01, построено 3.
C.632 SimounSimilar to C.631, 1 экземпляр.
C.633 Simounизменённый фюзеляж, двигатель Renault 6Q-07, построено 6.
C.634 Simounдругое крыло, изменился взлётный вес, двигатель Renault 6Q-01 или Renault 6Q-09, построено 3.
C.635 Simounизменена компоновка кабины, двигатель Renault 6Q-01 или Renault 6Q-09, построено и переделано из более ранних модификаций 46 машин.
C.635M Simounвоенная версия, двигатель Renault 6Q-09 или Renault 6Q-19, построено 489.

## Технические характеристики (С.630)
Основные характеристики

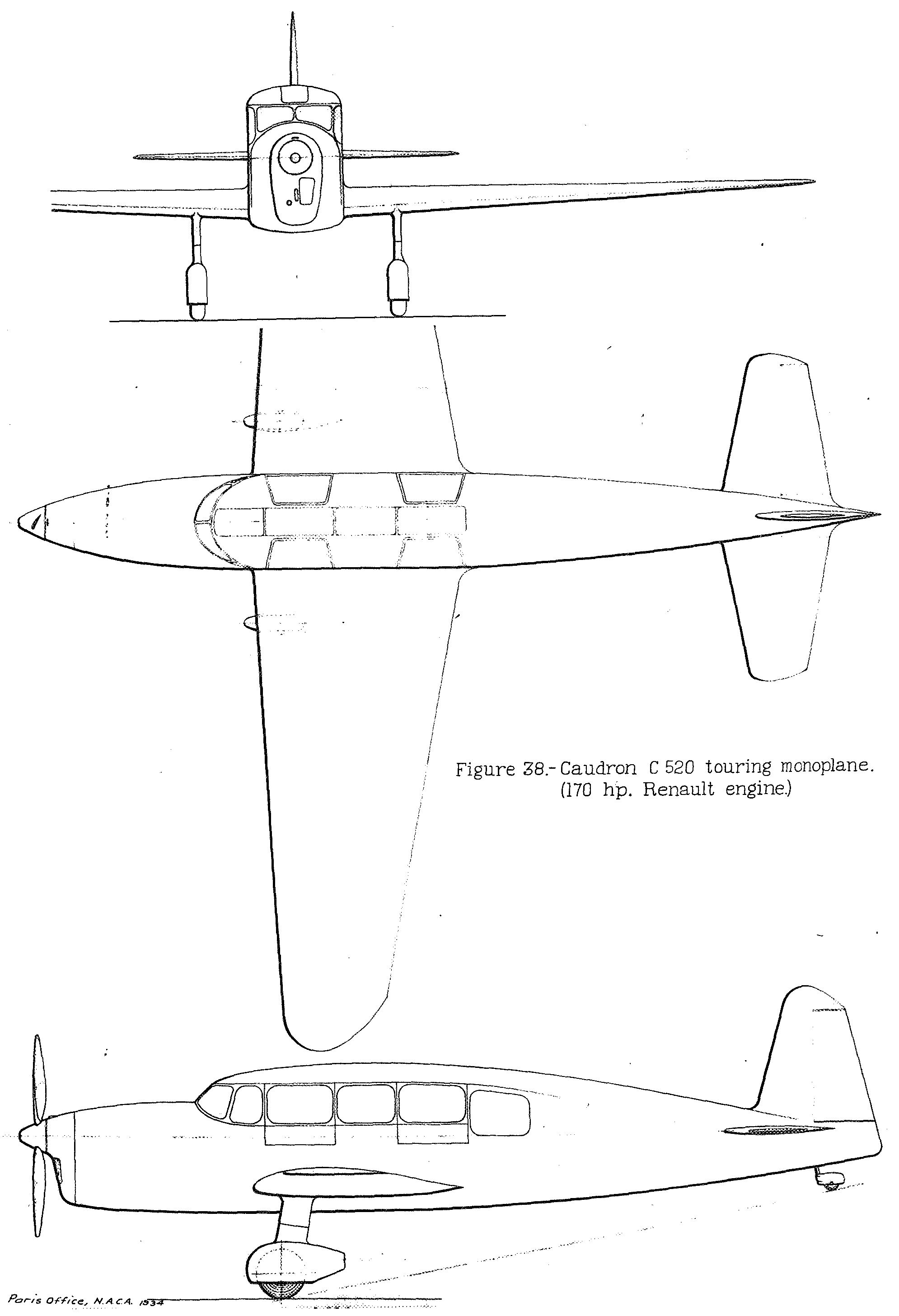
схема Caudron C.520 из NACA-SR-26

- Экипаж: 1-2 (пилот и второй пилот)
- Места для пассажиров: 2
- Длина самолёта: 9,1 м.
- Размах крыла: 10,4 м.
- Высота в хвосте: 2,3 м.
- Площадь крыльев: 16 м².
- Вес самолёта: 755 кг.
- Максимальная взлётная масса: 1380 кг.
- Двигатель: 1× Renault Bengali 6Q-09 однорядный шестицилиндровый, 220 л. с. (160 кВт.)

Эксплуатационные характеристики
- Максимальная скорость: 300 км/ч
- Крейсерская скорость: 270 км/ч.
- Дальность полёта: 1500 км.
- Эксплуатационный потолок: 6000 м.

## Операторы
Франция
- Air Bleu
- ВВС Франции
- Авиация ВМС Франции
- Авиация Виши

- Военно-морские силы США C.635 n°7089 F-ANXL, купленный военно-морским атташе США во Франции, Испании и Италии Джеймсом Маршаллом Шумейкером, носил военный номер USN 0725.[1]. Реквизирован с началом войны.

 Бельгия
- ВВС Бельгии 4 самолёта, реквизированные у частных лиц в 1940 году;

 Великобритания
- Royal Air Force
  - перелетевшие во время Французской кампании и 267-я эскадрилья из машин, захваченных в Сирии

 Германия
- Люфтваффе трофейные французские, в т.ч. 103, захваченные в 1942 году; 65 использовались как связные и учебные, остальные проданы Венгрии и Швеции.[2]

 Швеция
В 1942-43 годах не менее четырёх "Симунов" были закуплены в Германии, зарегистрированы как гражданские и служили в качестве почтовых самолётов и в компании AB Nordisk Aerotjänst как буксировщики мишеней. Одна машина (SE-AKZ) разбилась в 1943 году (2 погибших).
 Венгрия Королевство Венгрия
- ВВС Венгрии
  - 6 самолётов куплены у Германии в 1943 году, все утеряны не позднее 1944 года.

## Самолёт в массовой культуре

### В кинематографе
Впервые «Симун» появляется в кино в фильме режиссёра Раймона Бернара, снятому по сценарию Сент-Экзюпери «Анн-Мари», затем следует эпизод в ленте «Кадриль» Саши Гитри; кроме того, его можно видеть в трёх документальных фильмах: «Сент-Экзюпери, последнее задание» (1994), «Де Голль, колосс на глиняных ногах» (2012) и «1914-2014 Le Bourget terre d'envol» (2015) .

### В сувенирной и игровой индустрии
Известны модели самолёта, выпускаемые следующими фирмами:
- Heller #80208 C.635 с вариантами исполнения как F-ANXM Марселя Доре и Франсуа Мишлетти, участвовавший в перелёте Ле Бурже - Ханой, 1:72; F-ANRO компании Air Bleu и в окраске ВВС Франции.